# 新格列佛游记
《新格列佛游记》（英語：Gulliver's Travels）是一部根据乔纳森·斯威夫特1726年同名讽刺小说改编的美英合拍电视迷你剧集，由吉姆·汉森制作公司和Hallmark娱乐公司出品。这部迷你剧的独特之处在于，它是少数忠实改编斯威夫特小说的作品之一，涵盖了小说中的所有四次航行。该剧于1996年2月在英国的第四台和美国的NBC电视台播出，由泰德·丹森、玛丽·斯汀伯根、湯姆·史特里吉、詹姆斯·福克斯、奧馬·沙里夫、彼得·奧圖、艾尔弗丽·伍达德、克莉斯汀·史考特·湯瑪斯和约翰·吉尔古德主演。
该剧共获得了11项黃金時段艾美獎提名，赢得了包括“最佳迷你剧”在内的5项大奖。

## 简介
在这个版本中，格列佛医生在长期失踪后回到了家人身边。故事在他的旅行回忆与他向家人讲述这些经历的现在之间交替展开，他也因此被关进了疯人院（小说中没有闪回框架和住院情节）。虽然该剧大致忠实于小说，但结尾被改为更为积极的结局。在书中，格列佛对乌托邦式的慧骃国印象深刻，回到英国后，他最终选择与马生活在一起，而不是与家人团聚。而在剧中，他从这种迷恋中恢复过来，回到了妻子和孩子的身边。

## 制作
为该迷你剧找到资金支持花了数年时间。制片人邓肯·肯沃西谈到吉姆·亨森在该项目早期开发中的参与时表示：“这是我在吉姆还在世时开发的一个项目……我们想拍完整本书，这也是吉姆感兴趣的地方。”
该剧在英国和葡萄牙拍摄，涉及大量的特效制作，其中吉姆·亨森的生物工坊负责制作多个CGI黄蜂和犽猢的部分假肢化妆。剧中出现的动物由A1动物公司提供。

## 剧情

### 上集
长期失踪且被认为已死的莱缪尔·格列佛某天早晨被妻子玛丽和儿子汤姆在自己家中的马厩里发现。他叙述了一段被当作荒誕不經的故事经历，开头是他在一次海难后流落到小人国“厘厘普”的岛上。这段经历通过闪回展示出来，而格列佛也会产生一些幻觉，看到他所经历过的人和事件。
格列佛解释了小人国的奇怪风俗，比如跳过或钻过由小人国皇帝举着的棍子来选拔政府官员。格列佛被介绍给小人国的皇后，并被要求与敌国不来夫斯库开战。为了表示感激，格列佛接受了请求，击溃敌国海军赢得了战争。在庆祝活动期间，皇后的寝宫突然起火，格列佛用自己的尿液扑灭了火灾，导致皇后感到羞辱，要求处死他。该国的主要将领们也想杀死他，因为他拒绝进一步摧毁敌国。为了逃避皇帝的军队，格列佛的小人国朋友们将他藏了起来，帮助他建造了一艘木筏逃离。
与此同时，格列佛的妻子玛丽向接替了格列佛职位和房子的贝茨医生寻求帮助，这让玛丽和汤姆得以住在那里。贝茨希望娶玛丽为妻，于是阴谋将格列佛关进精神病院，暗示他患有痴呆症。玛丽去精神病院探望格列佛；在一次探望中，汤姆进入贝茨的办公室，发现了格列佛的旅行包，里面有他的日记和一只小人国的羊，证明了他故事的真实性。贝茨企图烧毁日记。随着时间的推移，贝茨对玛丽的影响越来越大，最终玛丽停止了探望；然而，汤姆找到被损毁的日记并藏在自己的房间里。
在精神病院里，格列佛继续讲述他的故事。他的小人国木筏漂流到大人国，被一農民发现，当作农作物的守护者展览。随后，格列佛被卖给了一位王室贵妇，农民的女儿作为他的护理员，一同被带到大人国女王面前。由于是最小的生物，格列佛取代了宫廷中的侏儒，后者因此厌恶他，后来还试图杀死他。格列佛被医生们检查，他们因他的身材而嘲笑他。为了讨好女王，格列佛与她讨论了许多英国的文化和政治问题，女王最终认为这些内容与大人国的公平分享制度相比令人作呕。
在等待宴会期间，侏儒派巨大的黄蜂来杀死格列佛，但格列佛迅速将牠们杀死。他随后拔出黄蜂的毒刺，制成了一把匕首。为了恢复自己在女王心中的地位，格列佛安排了一场火药表演，然而科学家们在不知情的情况下将其威力增强了十倍，导致爆炸，使他在女王面前的地位更加不利。与此同时，农民的女儿爱上了格列佛，希望与他结婚。格列佛温柔地拒绝了她的求爱，请求她释放他。她将格列佛带到海边寻找能带他回家的船只，但未果。一只鹰抓走了格列佛的旅行箱，将其扔进了大海。没有任何物资的情况下，格列佛认为自己即将死去，这时他看到了天上一块巨大的浮石。

### 下集
格列佛继续讲述他的故事，飞岛国的居民救了他。他与罗阇及其“傻”儿子成为朋友。王子向格列佛展示了岛屿是如何透过一块巨大的吸铁石与地球分离的。飞岛国透过向他们经过的土地征收贡品来维持生计；其中一块土地由王子的母亲统治，她拒绝上贡。罗阇命令进行轰炸，女皇用她自己的巨大吸铁石进行反击，导致飞岛剧烈震动。王子建议将吸铁石反转以阻止干扰。格列佛完成了这个任务，但他因此从岛上掉进了女皇的宫殿。
女皇指引格列佛去学院——这也是罗阇建议他去的地方，那里或许能找到回英国的路。在学院里，他遇到了许多缺乏常识的科学家。离开学院后，格列佛遇到了一位魔法师。他住在魔法师的宫殿中，魔法师承诺会带他去港口回英国，但每天魔法师都以“明天”为借口推迟。后来格列佛发现魔法师在给他下药，利用他的血液召唤出伟大的历史人物，如亚历山大大帝和尤利烏斯·凱撒的鬼。格列佛随后透过自己的意志召唤出更多的鬼，利用这种力量攻占了宫殿，获得了自由。
与此同时，贝茨不允许玛丽探望格列佛，告诉他们双方都拒绝见对方。玛丽写信给丈夫，但贝茨将信件截获，藏在办公室的书架上。不久后，汤姆告诉玛丽贝茨一直在藏信。玛丽与贝茨对峙，打算带丈夫回家。
格列佛向同伴讲述了他遇到不死族的经历，因为他擅自闯入而将他囚禁。他用黄蜂刺制成的匕首贿赂了看门人进入，但拒绝喝下他们的长生水，因为代价是内在会不断衰老，遭受如失明等痛苦。最终，格列佛来到一个港口，搭上了一艘荷兰船，但途中发生的叛乱使他游到了另一个奇怪的地方。
格列佛遇到了泥泞野蛮的犽猢人和聪慧优雅的慧骃马。他与慧骃国主人交流了自己的服饰和生活方式，开始更加仰慕他们的文化。他研究了犽猢和慧骃的风俗，决心证明自己更像慧骃。他甚至拒绝了自己在采石场发现的钻石。在一次与女犽猢的野蛮遭遇后，慧骃虽然认可他的优点，但经过讨论，决定格列佛必须离开。带着伤感，格列佛离开了岛屿，被一艘葡萄牙船救起，尽管他并不愿意。
格列佛在讲述慧骃国经历的同时接受了医学评估。玛丽见证了听证会，在贝茨的指控下支持她的丈夫，质疑贝茨为何要将格列佛留在医院。
格列佛的儿子带着那只小人国的羊进入了法庭，证明了他故事的真实性。格列佛因此被释放。贝茨很快出国，从此再无消息。格列佛努力抗拒自己重新变得像犽猢那样，分享了自己如今作为一个人的感悟。

## 演员与角色

### 主角
- 泰德·丹森 饰 莱缪尔·格列佛
- 玛丽·斯汀伯根 饰 玛丽·格列佛
- 湯姆·史特里吉 饰 汤姆·格列佛
- 詹姆斯·福克斯 饰 贝茨医生
- 彼得·奧圖 饰 小人国皇帝
- 奧馬·沙里夫 饰 魔法师
- 艾尔弗丽·伍达德 饰 大人国女王
- 约翰·吉尔古德 饰 阳光教授

### 客串
- 尼德·巴蒂 饰 农民
- 安妮特·巴德兰（英语：Annette Badland） 饰 农民的妻子
- 凯特·马伯利（英语：Kate Maberly） 饰 农民的女儿
- 沙希·卡浦爾 饰 飞岛国罗阇
- 杰拉尔丁·卓别林（英语：Geraldine Chaplin） 饰 罗阇的妻子
- 纳文·乔德里（英语：Navin Chowdhry） 饰 罗阇的儿子
- 愛德華·福克斯 饰 林托克将军
- 沃里克·戴維斯 饰 侏儒
- 爱德华·伍德华德（英语：Edward Woodward） 饰 德鲁恩洛
- 尼古拉斯·林德赫斯特（英语：Nicholas Lyndhurst） 饰 克鲁斯特里尔
- 菲比·尼科尔斯（英语：Phoebe Nicholls） 饰 小人国皇后
- 羅拔·哈迪 饰 帕内尔医生
- 克莉斯汀·史考特·湯瑪斯 饰 不死族门卫
- 伊莎貝·雨蓓 饰 慧骃国主人（配音）
- 约翰·斯坦丁（英语：John Standing） 饰 波尔戈拉姆上将
- 约翰·威尔斯（英语：John Wells (satirist)） 饰 财务官弗林纳普
- 格雷厄姆·克罗登（英语：Graham Crowden） 饰 政治教授
- 理查德·威尔逊（英语：Richard Wilson (Scottish actor)） 饰 语言教授
- 爱德华·佩瑟布里奇（英语：Edward Petherbridge） 饰普里查德医生
- 卡琳·帕森斯（英语：Karyn Parsons） 饰 宫廷女侍
- 乔治·哈里斯（英语：George Harris (actor)） 饰 大人国科学家

## 评价
该剧普遍受到评论家的好评。《娱乐周刊》的肯·塔克（Ken Tucker）写道：“这部作品的每个细节都令人惊讶，从选定的格列佛——《歡樂酒店》里的泰德·丹森（戴了一顶很棒的假发），到它对乔纳森·斯威夫特1726年小说的惊人忠实。”他还称其为“一部大气、绚丽、搞笑的作品，充分展现了斯威夫特那轻松而粗俗的风格。”

## 电视和家庭媒体
该迷你剧于1996年在NBC播出。澳大利亚和意大利的VHS发行由二十世纪福克斯家庭娱乐公司（20th Century Fox Home Entertainment）负责，美国的VHS发行则由Hallmark娱乐公司（Hallmark Entertainment）负责。
鐳射影碟发行由Image Entertainment处理（未提供发行年份）。
Artisan家庭娱乐公司和Family家庭娱乐公司于1999年在美国发行了该剧的DVD。
Hallmark于2002年在澳大利亚发行了171分钟的DVD，2003年以VideoEzy品牌再次发行。
德国的DVD发行由Koch Media于2013年处理。
2015年，Mill Creek Entertainment在美国发行了该迷你剧的完整版DVD。
日本的1997年电视播出由NHK负责。